# Mysis (larve)
Pour les articles homonymes, voir Mysis.
Dans le cycle biologique de la crevette, les mysis sont des larves qui correspondent au cinquième stade de développement de ces crustacés. Elles apparaissent à la suite de la métamorphose des Zoés. Elles ressemblent déjà à de minuscules crevettes et se nourrissent d’algues et de zooplancton. 
Après trois à quatre jours supplémentaires, elles se métamorphosent une dernière fois en post-larves, jeunes crevettes ayant toutes les caractéristiques des adultes.